# Obra pública

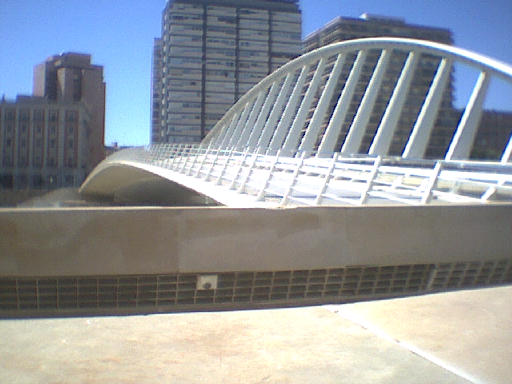
Pont de l'exposició a València.

En sentit ampli s'anomena obra pública a tot treball de construcció promogut per una administració pública (en oposició a obra privada). En un sentit més estricte, es fa servir el terme per referir-se a les obres d'infraestructures (en oposició a l'edificació) i als treballs d'enginyeria civil en general.
Entre les principals obres públiques podem trobar:
- Infraestructures de transport, que inclou el transport per carretera (autopistes, carreteres, camins…), el transport marítim o fluvial (ports, canals, fars...), el transport aeri (aeroports) i el transport per canonades (per exemple, oleoductes).
- Infraestructures relacionades amb el cicle de l'aigua (preses, captacions, depuradores…).
- Infraestructures urbanes, incloent carrers, parcs, xarxes de distribució, etc.
- Infraestructures de defensa (antigament, l'obra pública més important d'una ciutat era la muralla).

## Adjudicació
Tot i que és possible que l'administració executi directament obres públiques (amb treballadors que depenen directament d'aquesta administració), això es dona molt poc sovint i gairebé es limita al petits treballs de manteniment, com per exemple el realitzats per les brigades municipals. El més habitual és que l'administració contracti les obres a constructors privats. La selecció del contractista i les formes dels contractes es troben fortament regulades pel diferents normes de dret administratiu (a l'estat espanyol, principalment la Llei de contractes de l'Estat, coneguda com a llei 30/2007); aquesta regulació pretén garantir la transparència del procés de selecció del contractista i protegir els interessos econòmics de l'administració. Els tipus de procés de selecció del contractista són:
- Subhasta: s'adjudica el contracte a l'empresa que hagi fet l'oferta més econòmica.
- Concurs: es té en compte l'oferta econòmica però també d'altres factors (per exemple pot considerar-se l'experiència de l'administració amb obres anteriors del mateix contractista, els mitjans aportats, el termini d'execució proposat, etc.). Suposa un grau de discrecionalitat per part de l'administració més gran que la subhasta.
- Adjudicació directa: un òrgan de l'administració tria directament el contractista que executarà l'obra. Suposa el grau màxim de discrecionalitat de l'administració. S'admet en alguns casos especials, com ara:
  - Obres de molt petita quantia; sovint en aquest cas l'administració ha de demanar un nombre mínim de pressupostos abans de triar, si bé aquest requisit que pot acabar complint-se només formalment.
  - Obres complementàries a d'altres que ja s'han adjudicat: per exemple, si en el transcurs de la construcció d'un pont es fa necessària la construcció d'una fonamentació especial no prevista al projecte original, pot ser convenient adjudicar-la directament a la mateixa empresa que està construint el pont.
  - Obres en què calgui mantenir secret sobre el projecte per raons de seguretat, com ara les instal·lacions militars i policials, ja que per fer un concurs o una subhasta caldria fer públic el projecte perquè hi tinguessin accés els constructors que pretenguessin presentar ofertes.

La llei mira d'evitar la contractació directa sempre que sigui possible, ja que l'elevada discrecionalitat que presenta obre la porta a la indefensió del contractista i a la corrupció. Per exemple, alguns dels escàndols de corrupció vinculats a l'exdirector de la Guàrdia Civil Luís Roldán es relacionen amb l'adjudicació directa d'obres de casernes i d'altres instal·lacions a canvi de comissions il·legals.